# Echte vuurzwam
De echte vuurzwam (Phellinus igniarius, synoniem: Phellinus trivialis) is een schimmel uit de familie Hymenochaetaceae. Net als andere Phellinus-soorten leeft hij als een saprobiont die de lignine en cellulose van het waardplanthout afbreekt en zo witrot veroorzaakt. Hij komt het meest voor op wilgen.
De echte vuurzwam produceert het hele jaar door meerjarige vruchtlichamen, die als harde, houtachtige, hoef- of schijfvormige uitsteeksels uit de bast van de aangetaste boom uitsteken. De bovenkant is bedekt met een donkere, vaak gebarsten korst en er is slechts een rudimentaire steel.

## Kenmerken

### Uiterlijke kenmerken
Deze zwam groeit uit de schors van de aangetaste bomen. Hij is schijf-, hoef- of knolvormig en heeft slechts een rudimentair ontwikkelde steel, vaak helemaal geen steel. Het oppervlak van de hoed is aanvankelijk fluweelachtig en bruin bij jonge paddenstoelen, maar wordt met het ouder worden hard, donker en gebarsten totdat de hoed uiteindelijk bedekt is met een harde, bastachtige korst en bijna zwart van kleur is. Afhankelijk van de vorm heeft de hoed een diameter van circa 5 tot 20 cm, maar kan in zeldzame gevallen ook 40 cm breed zijn. De dikte van de hoed varieert ook van vruchtlichaam tot vruchtlichaam, meestal is het 2 tot 12 cm, in uitzonderlijke gevallen 20 cm. De echte vuurzwam heeft kleine grijsbruine poriën met een dichtheid van 4 tot 6 stuks per mm. De buizen zijn ongeveer 2 tot 7 mm lang. Elk jaar vormt de schimmel een nieuwe laag buizen over oude lagen. Het vruchtvlees wordt harder naarmate het ouder wordt en wanneer het droog is en wordt zachter als het nat is. De smaak van het vlees is bitter, het hoedweefsel wordt zwart bij contact met kaliumhydroxide. De sporenprint is een witachtige afdruk.

### Microscopische kenmerken
De ronde of bijna ronde sporen meten 5,5-7 × 4,5-6 µm en zijn niet amyloïde. Ze zitten in groepjes van vier op de basidia, waar soms donkerbruine, doornvormige setae worden waargenomen van 12-20 × 5-9 µm. Cystidia zijn niet aanwezig.

## Verspreiding
De echte vuurzwam wordt zowel in India en Sri Lanka als in Zuid-Amerika gevonden, maar het grootste verspreidingsgebied bevindt zich rondom de Holarctische wateren, waar hij voorkomt van het Middellandse Zeegebied tot de boreale zones. De zwam komt voor in Klein-Azië, de Altai, Siberië, Centraal-Azië, Iran, Pakistan, China en Japan, de Verenigde Staten, Canada, Noord-Afrika en Europa. In Europa komt de soort voor van het Iberisch Schiereiland tot de Noordkaap en van Engeland en de Hebriden tot de Kaukasus en de Oeral. Hij is afwezig op de mediterrane eilanden, Griekenland, Albanië, Ierland en IJsland.
In Nederland komt hij vrij algemeen voor en is niet bedreigd.